# Волков, Александр Михайлович (полный кавалер ордена Славы)
Александр Михайлович Волков (9 октября 1921, Саратов — 18 сентября 1998) — участник Великой Отечественной войны, полный кавалер ордена Славы.

## Биография
Родился в рабочей семье. Получив неполное среднее образование работал драпировщиком-обойщиком. В ряды Красной армии был призван в 1941 году. В боях на фронтах Великой Отечественной войны принимал участие с июля 1943 года. Был наводчиком орудия танка 62-й гвардейской танковой бригады 10-го гвардейского танкового корпуса 4-й танковой армии 1-го Украинского фронта.
7 июля 1944 года гвардии рядовой Волков в составе экипажа танка в ходе боёв за город Львов (Львовско-Сандомирская операция) уничтожил до 10 гитлеровцев, 2 орудия, 4 пулемёта, 2 дота и бронетранспортёр. 14 августа 1944 г. был награждён орденом Славы 3 степени.
28 февраля 1945 года во время уличных боёв в городе Зорау (ныне Жары, Польша) гвардии младший сержант Волков истребил свыше 10 солдат противника и уничтожил 13 автомашин. Экипаж танка, в состав которого входил Волков, одним из первых ворвался на местный аэродром и захватил несколько самолетов врага. 14 марта 1945 г. был награждён орденом Славы 2 степени.
В марте 1945 года в ходе боёв в районе населенных пунктов Воля-Моравицка и Моравица (Польша) Волков поразил до 20 гитлеровцев, подбил 3 танка и 4 бронетранспортёра. 16 апреля экипаж танка Волкова переправился через реку Нейсе в районе города Мускау и вывел из строя 4 танка, штурмовое орудие, 7 бронетранспортеров и до взвода пехоты противника. 2 апреля 1945 г. Волкова наградили орденом Славы 1 степени.
В 1945 году сержант Волков был демобилизован. Поселился в Ленинграде, где работал драпировщиком-обойщиком в театре.

## Награды
- орден Славы 1-й, 2-й и 3-й степеней[1]
- орден Отечественной войны 1 степени (17.4.1945)[2]
- медаль «За боевые заслуги» (3.4.1944)[3].